# Riboswitch

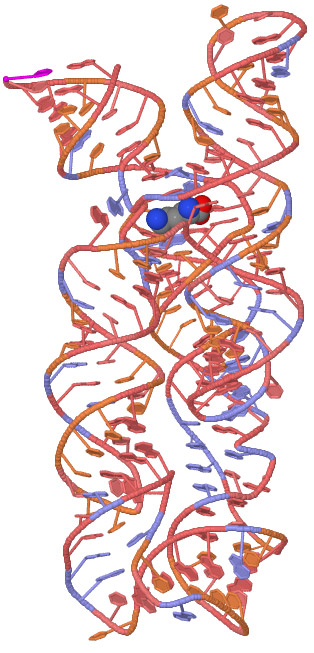
Representación 3D de la estructura del riboswitch de lisina. (Estructura extraída de la base de datos PDB 3DIL)

En biología molecular, un riboswitch es un segmento regulador de una molécula de ARN mensajero (ARNm) que se une a una molécula pequeña, resultando en un cambio en la producción de las proteínas codificadas por el ARNm. Estos segmentos predominan en la región 5' del ARNm que no es traducida. Algunos biólogos han usado una definición más amplia que incluye otros ARN que funcionan como elementos reguladores en cis.
La mayoría de los riboswitches conocidos se encuentran en bacterias; también se ha descubierto un grupo específico, los riboswitches TPP, en plantas y algunos hongos. Se cree que estos también están presentes en organismos arqueas, pero no se ha demostrado aún experimentalmente.
Los riboswitches son importantes en las bacterias debido a que es una manera a través de la cual han ido perfeccionando su habilidad de poder regular la producción de recursos a través de este método de regulación de la expresión génica que permite disminuir la pérdida de recursos.

## Historia y descubrimiento de los riboswitches
Antes del descubrimiento de los riboswitches, el mecanismo por el cual algunos genes involucrados en múltiples rutas metabólicas eran regulados permanecía un misterio. La acumulación de evidencias dio origen a la idea de que el ARNm involucrado podría unirse metabolitos, autorregulándose. Esta información incluyó estructuras secundarias de ARN conservado que se solían encontrar en las regiones no traducidas (UTR) de los genes relevantes y el éxito de procedimientos para crear pequeñas moléculas que se unen al ARN llamadas aptámeros. En 2002, se publicaron las primeras pruebas de múltiples casos de riboswitches, incluyendo de proteínas libres que se unen, y se establecieron como un nuevo método de regulación genética los riboswitches de unión de metabolitos.
Los primeros riboswitches que se estudiaron son aquellos que reconocen la vitamina B12 y provocan una disminución en la síntesis de esta vitamina. Cuando las concentraciones de esta vitamina son altas no es necesario continuar con la síntesis de dicha vitamina y esto produce la activación del riboswitch para poder detener la síntesis.

## Mecanismos de los riboswitches
Los riboswitches se suelen dividir conceptualmente en dos partes: un aptámero y una plataforma de expresión. El aptámero se une directamente a la molécula pequeña, y la plataforma de expresión recibe cambios estructurales en respuesta a los cambios del aptámero. La expresión de la plataforma es lo que regula la expresión génica.  
Las plataformas de expresión suelen detener la expresión génica en respuesta de la molécula pequeña, pero algunos la activan. Los siguientes mecanismos regulados por riboswitches se han demostrados experimentalmente.  
- La formación de la terminación intrínseca de la transcripción, que causa a una terminación prematura de la transcripción.
- El plegamiento bloquea el sitio de unión del ribosoma, lo cual inhibe la traducción.
- El riboswitch es un ribozima que se adhiere a sí misma en presencia de concentraciones suficiente de su metabolito.
- Las estructuras alternas del riboswitch afectan el splicing del pre-ARNm. 
  - Un riboswitch TPP en plantas modifica el splicing y el procesamiento alternativo del extremo 3'.[17][18]
- Un riboswitch en Clostridium acetobutylicum regula un gen adyacente que no es parte del mismo transcripto de ARNm. En esta regulación el riboswitch interfiere con la transcripción del gen. El mecanismo es incierto pero puede ser causado por el choque entre dos unidades de ARN polimerasa que transcriben simultáneamente el mismo DNA.[19]
- Un riboswitch en Listeria monocytogenes regula la expresión de su propio gen. Sin embargo, los transcritos de riboswitch subsecuentemente modulan la expresión de un gen localizado en cualquier otro lado en el genoma.[20] Esta regulación trans ocurre por medio del apareamiento de bases hacia el ARNm del gen distal.